# Lucretia Garfield
Lucretia Rudolph Garfield (Garrettsville, 19 de abril de 1832–Pasadena, 14 de marzo de 1918) fue la esposa del presidente James A. Garfield y primera dama de los Estados Unidos en 1881.
Nacida en Garrettsville, Ohio, conoció a su marido en 1849 en el Geauga Seminary. Después de un largo noviazgo, se casaron en 1858. Tuvieron siete hijos juntos, cinco de los cuales alcanzaron la edad adulta. Altamente educada e intelectualmente curiosa, Garfield estaba bien informada de las maquinaciones internas del Partido Republicano, lo cual demostró ser de gran ayuda en la carrera política de su marido. Fue bien considerada durante su breve periodo en la Casa Blanca, pero a los pocos meses contrajo malaria y marchó a Long Branch, Nueva Jersey, a recuperarse.
En julio de 1881, James Garfield fue mortalmente disparado por Charles Guiteau. Tardó dos meses en morir, durante los cuales su esposa no se separó de su cama, lo que le valió la simpatía pública. Lucretia Garfield regresó a su hogar en Ohio al enviudar, viviendo en lo que ahora es el James A. Garfield National Historic Site. Pasó la mayor parte del resto de su vida conservando los papeles de su esposo y otros materiales, estableciendo lo que efectivamente fue la primera biblioteca presidencial.

## Primeros años
Nacida en Garrettsville, Ohio, hija de Zeb Rudolph, un agricultor y cofundador del Western Reserve Eclectic Institute en Hiram, y Arabella Mason Rudolph, Lucretia "Crete" Rudolph fue una miembro devota de las Iglesias de Cristo. Su ascendencia incluye alemanes, galeses, ingleses e irlandeses; el bisabuelo paterno de Lucretia Garfield emigró a Pensilvania (en una parte que es ahora de Delaware) desde Wurtemberg, Alemania.

## Educación
Después de asistir al Geauga Seminary, donde conoció a James Garfield, Lucretia asistió al Eclectic Institute. El instituto creía en la educación de las mujeres y debido a ello Lucretia se convirtió en una mujer muy educada para los estándares de su tiempo. Lucretia estudió los clásicos, y aprendió a hablar griego, latín, francés, y alemán. Además, estudió ciencia, biología, matemáticas, historia, y filosofía. Se graduó de la Hiram College (conocida como Western Reserve Eclectic Institute cuando ella asistió) y luego se convirtió en profesora.

## Romance y matrimonio

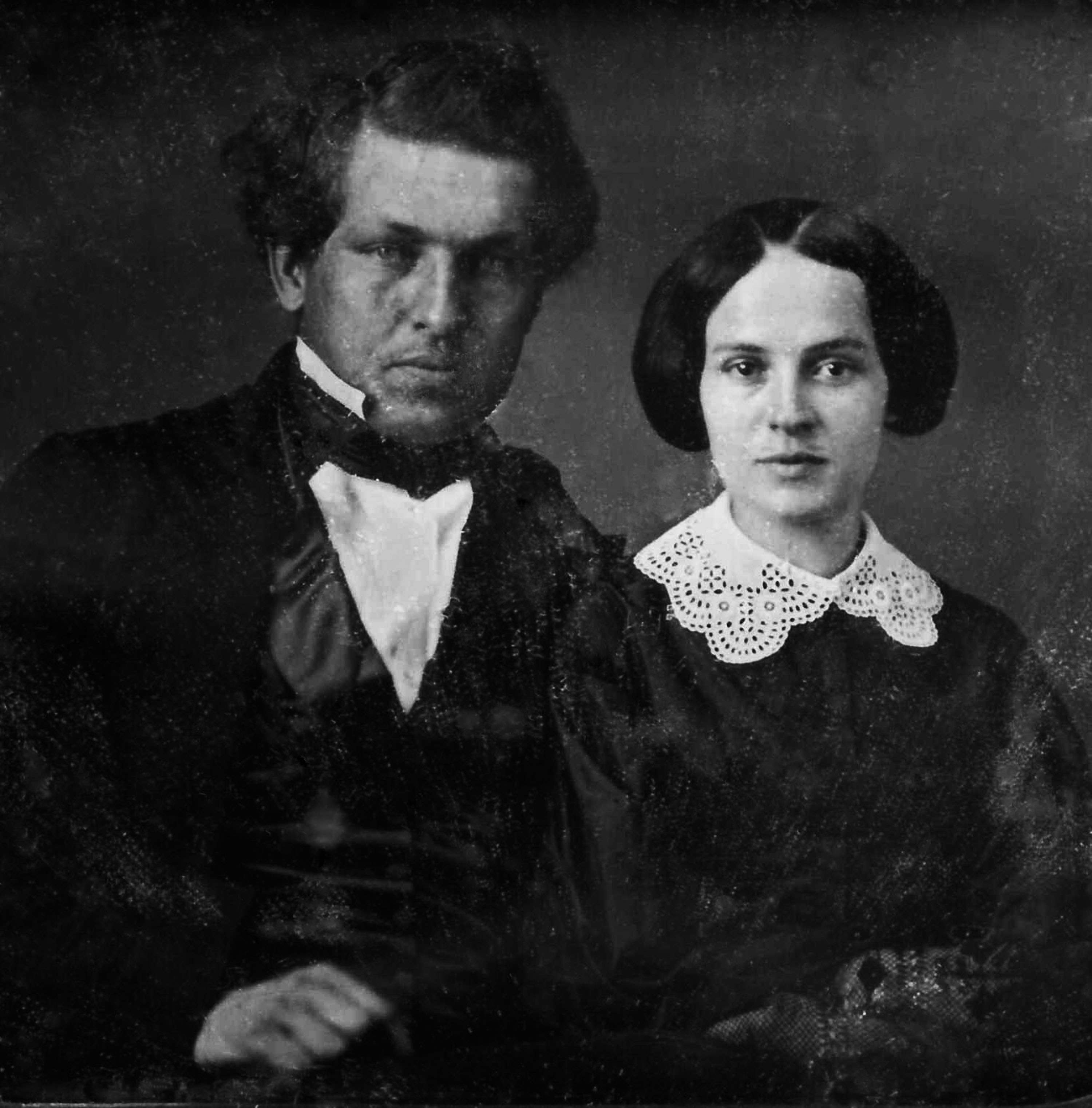
Esta foto de James A. Garfield y Lucretia Rudolph fue tomada en la época de su compromiso. (Western Reserve Historical Society)

Conoció a James Garfield en 1849 mientras asistía a la escuela en la Hiram University donde James era su profesor en Chester, Ohio. Luego se fue a la Williams University mientras ella se quedaba para empezar a ejercer como profesora en Cleveland, Ohio y Bryan, Ohio. Entonces empezaron una correspondencia y finalmente se comprometieron. Garfield se sintió atraído por su agudo intelecto y apetito de conocimiento. Nunca fue un prometido o marido fiel, tanto durante el noviazgo como durante el compromiso y primeros años de matrimonio, James tuvo varias amantes. Lucretia se concentraba en sus estudios y la enseñanza, determinada a tener algo en lo que apoyarse si se acababa quedando soltera. No quería tener que depender de su padre económicamente, así que así ganaba su propio salario.
Tanto James como Crete tenían 26 años cuando se casaron el 11 de noviembre de 1858 en la casa de los padres de la novia en Hiram. Aunque ambos eran miembros de las iglesias de Cristo, la ceremonia nupcial fue oficiada por Henry Hitchcock, un ministro presbiteriano. Los recién casados no tuvieron luna de miel sino que de inmediato se instalaron en su casa en Hiram.
Su servicio en el Ejército de la Unión de 1861 a 1863 les mantuvo separados. Pero después de su primer invierno en Washington como representante, la familia quedó junta. Con una casa en la capital así como otra (Lawnfield) en Mentor, Ohio, disfrutaron de una vida doméstica feliz.
En Washington D. C. compartieron intereses intelectuales con amigos afines; ella asistió con él a reuniones de una sociedad literaria localmente celebrada. Leyeron juntos, hicieron reuniones sociales juntos, cenaban con el otro, y viajaban en compañía hasta el punto que por 1880 eran tan inseparables como su carrera política permitía.

## Hijos

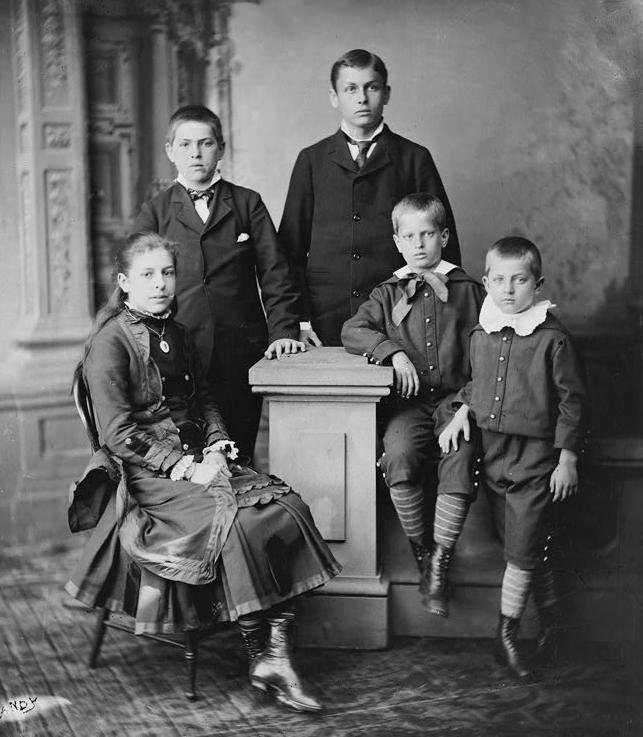
Los hijos Garfield.

Los Garfield tuvieron siete hijos. Dos murieron en la infancia: Eliza Arabella "Trot" Garfield (1860–1863) y Edward Garfield (1874–1876). Cuatro hijos y una hija vivieron hasta la edad adulta:
- Harry Augustus Garfield (1863–1942) – abogado, educador, funcionario público.
- James Rudolph Garfield (1865–1950) – abogado, funcionario público.
- Mary "Mollie" Garfield Stanley-Brown (1867–1947).[4] Educada en colegios privados en Cleveland y Connecticut, en 1888 se casó con Joseph Stanley Brown, secretario presidencial durante el mandato de Garfield, más tarde un banquero de inversiones. Vivió en Nueva York y Pasadena, California.
- Irvin McDowell Garfield (1870–1951) – abogado. Siguió a sus hermanos mayores a la Williams University y la Columbia Law School. Vivió en Boston, donde  prosperó como socio en la firma Warren & Garfield y formó parte de los consejos de administración de varias empresas.
- Abram Garfield (1872–1958) – arquitecto. Licenciado en la Williams University y el Instituto de Tecnología de Massachusetts, vivió en Cleveland, donde trabajó como arquitecto en las oficinas del edificio James A. Garfield. Sirvió como presidente de la Comisión de Planificación de Cleveland 1929–1942 y estuvo activo en el Instituto americano de Arquitectos.

## Primera dama de los Estados Unidos

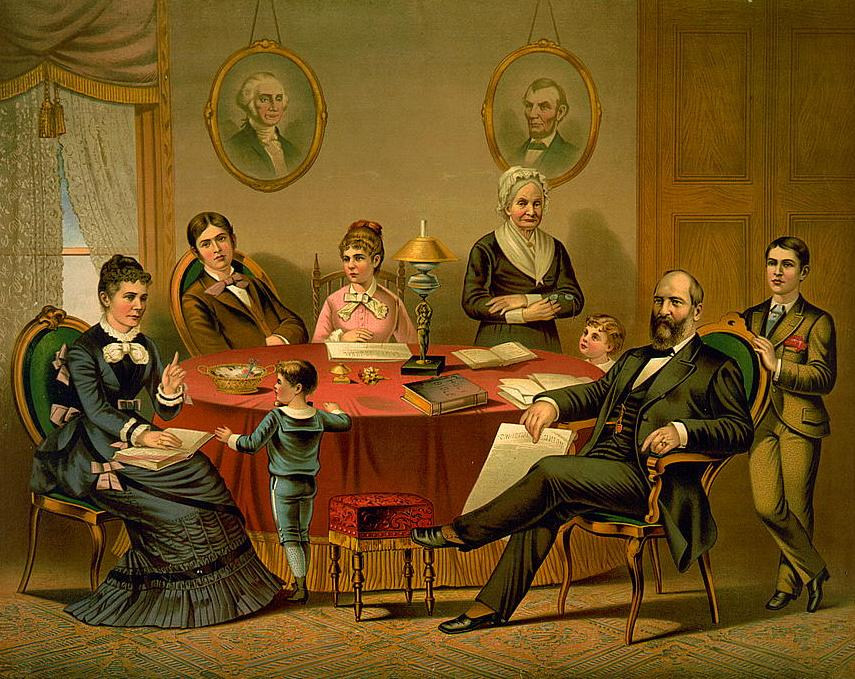
Familia Garfield, los nuevos residentes de la Casa Blanca; litografía por E.P. & L. Restein.

La elección de James Garfield a la presidencia trajo una familia alegre a la Casa Blanca en 1881. Aunque Lucretia Garfield no estaba particularmente interesada en los deberes sociales de la primera dama, era profundamente concienzuda y su hospitalidad genuina hicieron sus cenas y recepciones quincenales agradables.
Aparte de la organización de cenas y recepciones, Lucretia aconsejó a su marido en la selección de los oficiales del gabinete y su elección para Secretario de Estado, James Blaine, resultó ser exitosa. "Las entradas en su diario muestran que no solo entendió las implicaciones de cada cita en las facciones rivales dentro del Partido Republicano, sino que también calculó cuidadosamente sus efectos." Su educación anterior inspiró un interés en la historia y empezó a hacer planes para hacer de la Casa Blanca histórica el centro cultural  del distrito federal.
Lucretia fue a la Biblioteca del Congreso para investigar la historia de la Casa Blanca. Su intención no era restaurar la Casa Blanca, sino darle un toque histórico. Desafortunadamente contrajo malaria, y cuando se recuperó el presidente Garfield había sido tiroteado mortalmente y ella ya no era primera dama.
Todavía permanecía convaleciente, en Elberon, un balneario en Nueva Jersey, cuando su marido fue disparado por Charles Guiteau el 2 de julio en una estación de ferrocarril en Washington. El presidente de hecho planeaba tomar un tren hacia el norte a Nueva Jersey ese mismo día para visitar a su mujer, antes de continuar adelante para asistir a una función en su antigua universidad en Massachusetts. La primera dama regresó a Washington apresuradamente en un tren especial —"frágil, fatigada, desesperada" informó un testigo presencial en la Casa Blanca, "pero firme y tranquila y llena de propósitos de salvación." Cuando su tren corrió hacia el sur, aceleraba tan rápidamente que el motor rompió un pistón en Bowie, Maryland y casi descarriló. Lucretia Garfield fue lanzada de su asiento, pero no herida. Después de un retraso ansioso, llegó a la Casa Blanca e inmediatamente se dirigió a la cabecera de su marido.
Había una doctora contratada para cuidar del presidente Garfield, la Dra. Susan Edson. Sin embargo, le fue pagada la mitad de la cantidad asignada a los hombres. Al oír sobre esta discrepancia en la paga, Lucretia escribió una carta expresando su indignación, utilizando la palabra "discriminación" para expresar su furia. La Dra. Edson recibió entonces la misma cantidad que sus colegas masculinos.
Durante los meses que el presidente luchó por su vida, su dolor y devoción se ganaron el respeto del país. En la noche de la muerte de Garfield, según uno de los doctores, exclamó, "Oh, por qué me han hecho sufrir este cruel mal?". Después del funeral, la familia de luto regresó a su hogar en el norte de Ohio. Durante 36 años vivió una vida estrictamente privada, pero ocupada y cómoda, activa en la conservación de los papeles y recuerdos de la carrera de su marido. Ella reservó para ello un ala de la casa que se acabó convirtiendo en biblioteca presidencial.

## Vida posterior y muerte
Vivió cómodamente gracias a un fondo fiduciario de 350,000 dólares recaudado para ella y sus hijos por el financiero Cyrus W. Field. Pasaba los inviernos en Pasadena, California, donde construyó una casa diseñada con la ayuda de los celebrados arquitectos Greene y Greene, con quienes se relacionaba en la distancia. Aunque nunca se manifestó públicamente en apoyo del sufragio femenino, su hija reclamó que su madre creía en la igualdad de derechos para las mujeres. Asistió a varios eventos en favor de Theodore Roosevelt durante su campaña.
Cuando los Estados Unidos entraron en la Primera Guerra Mundial, Lucretia se convirtió en voluntaria de la Cruz Roja. Murió en su casa de South Pasadena el 14 de marzo de 1918. Su ataúd fue colocado junto al de su marido en la cripta inferior del James A. Garfield Monument en el Lake View Cemetery en Cleveland, Ohio.